# 1067 w polityce

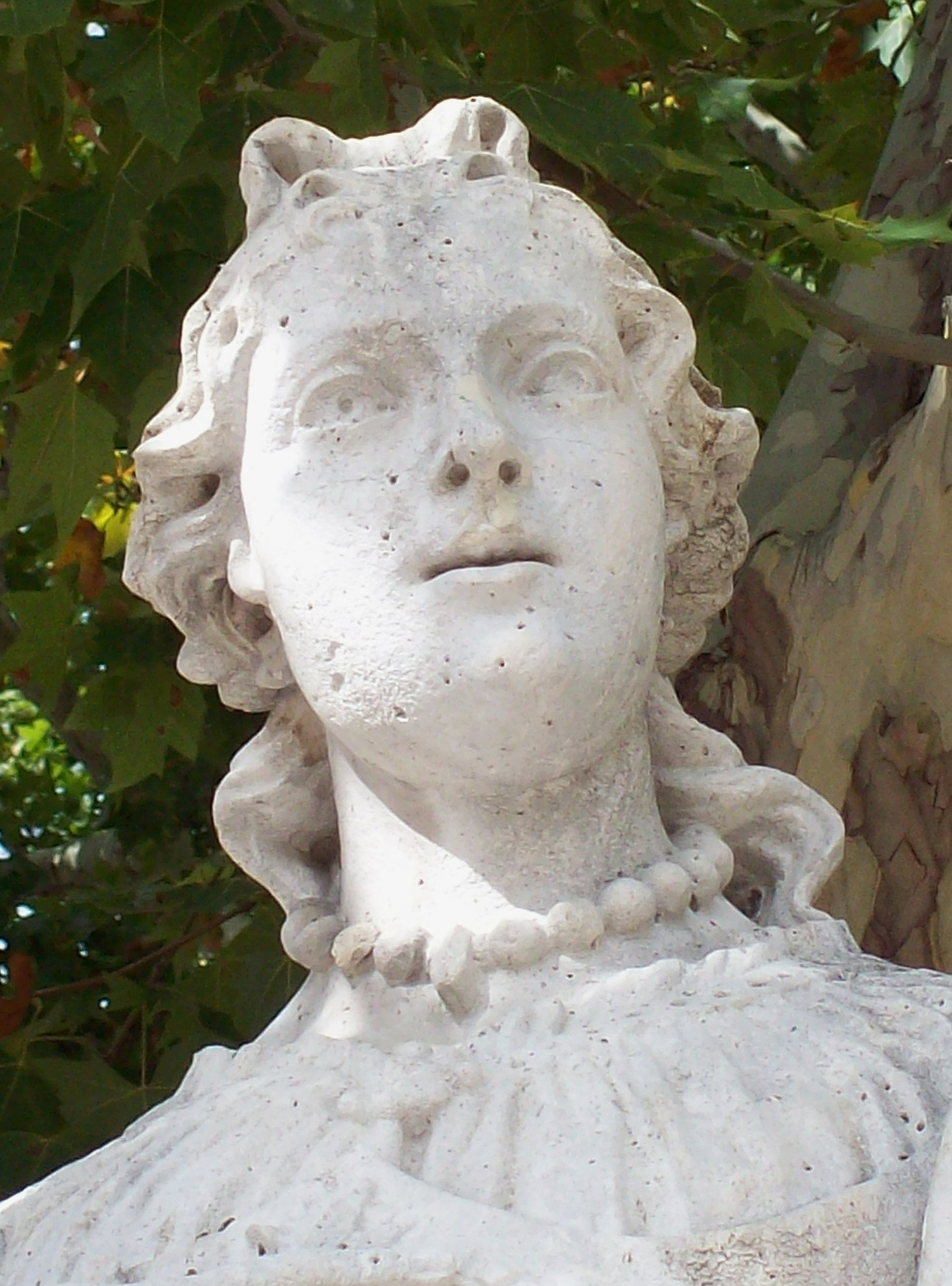
Sancha z Leónu

Wydarzenia polityczne w 1067 roku.

## Zmarli
- 22 maja/23 maja Konstantyn X Dukas, cesarz bizantyjski[1].
- Sancha z Leónu, córka Alfonsa V, króla Leónu, żona Ferdynanda I Wielkiego[2].